# Niamberla
Niamberla est une commune rurale située dans le département de Morolaba de la province de Kénédougou dans la région des Hauts-Bassins au Burkina Faso.

## Géographie
Niamberla est localisée à 8 km de la frontière malienne – formée par la rivière Banifing – et située à 10 km au sud-ouest de Morolaba.

## Santé et éducation
Niamberla accueille un centre de santé et de promotion sociale (CSPS).